# Triple-Alliance (1717)
Pour les articles homonymes, voir Triple alliance.
La Triple-Alliance est le nom donné à l'alliance signée à La Haye le 4 janvier 1717, conclue entre les états généraux des Provinces-Unies, Georges Ier, roi de Grande-Bretagne, et Philippe d'Orléans, le régent du royaume de France.
Cette alliance a été scellée contre les projets ambitieux du ministre d'Espagne Albéroni qui voulait revenir sur les traités d'Utrecht, de Baden et de Rastatt et rendre à l'Espagne la totalité de ses anciennes possessions. La France s'engage à soutenir la succession en Angleterre de l'électeur de Hanovre.

### Source
Cet article comprend des extraits du Dictionnaire Bouillet. Il est possible de supprimer cette indication, si le texte reflète le savoir actuel sur ce thème, si les sources sont citées, s'il satisfait aux exigences linguistiques actuelles et s'il ne contient pas de propos qui vont à l'encontre des règles de neutralité de Wikipédia.